# Euphorbia iberica
Euphorbia iberica är en törelväxtart som beskrevs av Pierre Edmond Boissier. Euphorbia iberica ingår i släktet törlar, och familjen törelväxter. Inga underarter finns listade i Catalogue of Life.